# ADN A
L'ADN A est une forme de la double hélice d'ADN proche de l'ADN B — la forme naturellement la plus courante de cette molécule — dans laquelle les bases nucléiques sont plus inclinées par rapport à l'axe de la double hélice, ce qui augmente le diamètre de la structure ainsi que le nombre de paires de bases par unité de longueur de la double hélice. Le diamètre d'un ADN A est typiquement de 2,3 nm (contre 2,0 nm pour l'ADN B) tandis que la double hélice s'allonge en moyenne de 0,24 nm par paire de bases, contre 0,32 nm pour l'ADN B). Ceci a pour effet d'élargir le grand sillon et de rendre le petit sillon plus étroit.
Cette forme d'ADN dériverait de la forme B par déshydratation et se rencontrerait de ce fait essentiellement dans les échantillons de matériel génétique utilisés en cristallographie aux rayons X. La forme A serait également celle des hybrides bicaténaires d'ADN et d'ARN.
| Paramètre                                                        | ADN A    | ADN B    | ADN Z                                   |
| ---------------------------------------------------------------- | -------- | -------- | --------------------------------------- |
| Sens de l'hélice                                                 | droite   | droite   | gauche                                  |
| Motif répété                                                     | 1 bp     | 1 bp     | 2 bp                                    |
| Angle de rotation par paire de bases                             | 32,7°    | 34,3°    | 60°/2                                   |
| Nombre de paires de bases par tour d'hélice                      | 11       | 10,5     | 12                                      |
| Pas de l'hélice par tour                                         | 2,82 nm  | 3,32 nm  | 4,56 nm                                 |
| Allongement de l'axe par paire de bases                          | 0,24 nm  | 0,32 nm  | 0,38 nm                                 |
| Diamètre                                                         | 2,3 nm   | 2,0 nm   | 1,8 nm                                  |
| Inclinaison des paires de bases sur l'axe de l'hélice            | +19°     | −1,2°    | −9°                                     |
| Torsion moyenne (propeller twist)                                | +18°     | +16°     | 0°                                      |
| Orientation des substituants des bases sur les résidus osidiques | anti     | anti     | Pyrimidine : anti, Purine : syn         |
| Plissement / torsion endocyclique du furanose (Sugar pucker)     | C3’-endo | C2’-endo | Cytosine : C2’-endo, Guanine : C3’-endo |